# Triada Charcota
Triada Charcota – określenie odnosi się do dwóch grup objawów.

## Ostre zapalenie dróg żółciowych
Opisana po raz pierwszy przez Jeana-Martina Charcota w roku 1877 triada objawów charakteryzuje ostre zapalenie dróg żółciowych:
- ból w nadbrzuszu, zwykle prawostronny, o znacznym nasileniu
- gorączka i dreszcze
- żółtaczka mechaniczna

Rozszerzeniem triady Charcota jest pentada Reynoldsa.

## Stwardnienie rozsiane
Pojęcie triady Charcota może się też odnosić do innej triady objawów, charakteryzujących stwardnienie rozsiane:
- oczopląs
- mowa skandowana
- drżenie zamiarowe